# مانترووز (ویرجینیای غربی)
مانترووز(به انگلیسی: Montrose) شهری در ایالت ویرجینیای غربی کشور ایالات متحده آمریکا است که جمعیت آن در سرشماری سال ۲۰۱۰ میلادی، ۱۵۶ نفر بوده‌است.